# Riksrätt
En riksrätt är en domstol eller en domstolsliknande process med uppgiften att behandla åtal mot högre statliga ämbetsmän och befattningshavare, såsom regeringsmedlemmar, domare eller landets statschef. I Sverige avskaffades riksrätten 1974, och dessförinnan hade den inte använts på 120 år. Men i en del andra länder förekommer riksrättinstitutet alltjämt; i till exempel USA kan alla unionens befattningshavare och tjänstemän kallas till förhör i kongressen och kan också av representanthuset ställas inför riksrätt (impeachment) i senaten (se mer om detta längre ner).
I vissa länder i Norden handhas ärenden om åtal mot höga befattningshavare i ett särskilt system, i en specialdomstol med det unika namnet riksrätt. Det första land som benämnde detta institut med ordet ”riksrätt” var Sverige (se nedan). Systemet är dock avskaffat i Sverige sedan 1975, men finns fortfarande i Danmark, Finland och Norge. I Sverige fungerar istället landets högsta domstol i praktiken som riksrätt sedan 1975.
En riksrättsdom i ett nordiskt land kan innebära olika slags straffrättsliga påföljder för den dömde, bland annat skiljande från ämbetet.

## Översikt
I de länder där riksrätt förekommer används begreppet i de flesta fall som beskrivning av ett av en lagstiftande församling hanterat åtal för avsättning av höga politiker och ämbetsmän; ofta i egenskap av domstol. Den tilltalade står då inför en omröstning om en dom, och domen gäller vanligen om personen i fråga skall avsättas eller ej.
Till skillnad från vanligt avsked av försumliga personer inom statens administration, fastställs vid riksrätt om den åtalade är skyldig eller ej till det lagstridiga förfarande vederbörande står anklagad för. Det är alltså fråga om en domstolsprocess i ett kriminalärende med beviskrav för eller emot att den åtalade verkligen har begått ett brott. Det liknar således ett mål om avsättning genom domstolsbeslut i vanlig domstol.
Det viktiga här är vilket ansvar inför de folkvalda befattningshavare har att uppfylla det som krävs i uppdraget bland annat att följa lag och grundlagens bud om fri- och rättigheter, likhet inför lagen etcetera.
De flesta system med riksrätt fordrar, för att dom skall kunna fällas, en kvalificerad majoritet av den dömande församlingen (till exempel i USA, se nedan).

## Institutets syfte
Riksrättsinstitutet är en del av Montesquieus maktdelningslära. Syftet är att statliga organ i samhället inte skall vara jäviga utan oberoende så att alla organ kan granskas och prövas oberoende. Detta för att skydda efterlevnaden av lag och av grundlagens fri- och rättigheter liksom likheten inför lagen. Ärendens prövning i bland annat domstolar kan annars innebära att vissa gynnas, utan stöd i lag, av att den ämbetsman som behandlar ärendet och den ärendet gäller känner varandra, så kallad vänskapskorruption.
På så sätt minskas risken för att lagen sätts åt sidan för vissa i samhället enbart på grund av deras relationer eller på grund av att de har en möjlighet till det. Det vill säga en uniform likhet inför lagen främjas därigenom. För att gynna detta finns också regeln att befattningshavare i staten liksom riksdagsledamöter med flera, skall ha skäliga löner för att förhindra mutor.
Systemet förverkligar demokratins idéer genom att domstolsväsendet och därmed hela förvaltningen står under parlamentets laglighetsprövning. Parlamentet är nämligen, genom att det är folkvalt, relativt oberoende och kan dessutom på väljarnas uppdrag kontrollera att förvaltningen gör det som medborgarna har rätt att kräva och kräver i övrigt; därigenom åstadkommer man att demokratiska principer (såsom fri- och rättigheter), liksom de beslut som fattas i demokratisk ordning, verkligen genomförs (om de är genomförbara) och efterlevs, eftersom brott beivras, liksom all annan kriminalitet.
Systemet är främst tänkt att tillämpas i preventivt syfte, det vill säga det fungerar endast som ett yttersta kontrollmaktmedel, om kriminaliteten inte kan bekämpas på annat sätt av parlamentet.
Ett annat och möjligen viktigare sätt (men inte uteslutande det viktigaste sättet) att bekämpa korruption och liknande är transparens, öppenhet, det vill säga att handlingar skall vara offentliga om beslut i myndigheter och liknande, så att beslutet och dess grunder senare kan vara föremål för granskning. Det betyder att dokumentation (protokoll och liknande) av beslut verkligen sker, vilket inte är självklart. Till exempel fanns en lagbestämmelse i paragraf nio i 1809 års svenska regeringsform, att protokoll var obligatoriskt enligt lag vid sammanträdena i statsrådet (regeringen). Anledningen till denna bestämmelse var att protokollen skulle granskas av riksdagens konstitutionsutskott.
Högsta domstolen kan till exempel anses som jävig vid prövning av dess egna ledamöter. Också andra domare i lägre instans kan anses som jäviga i de fall de skall pröva brott av högsta domstolens domare, eftersom
1. högsta domstolens ledamöter vanligen rekryteras bland domare ur lägre instans,
2. högsta domstolen ibland ger förslag om utnämning av domare,
3. högsta domstolens egenskap av högsta prejudicerande instans har varit vägledande för domare i lägre instanser.

Detta utgör ett särskilt motiv för att högsta domstolens domare skall prövas i särskild ordning inför ett folkvalt, av folket indirekt kontrollerat organ.
Det är viktigt att systemet endast indirekt kontrolleras av folket, för att förhindra problemet med folkdomstolar, där inte likhet inför lagen alltid råder; godtycklig rättvisa snarare än uniform rättvisa efter lag tenderar att tillämpas där.
Idag finns också systemet att ett misstänkt brott begånget av en domare i lägre instans skall prövas av en högre instans. (Till exempel skall en domare i en tingsrätt i Sverige prövas av den hovrätt som tingsrättens domsaga tillhör, det vill säga den hovrätt som man överklagar till från vederbörande tingsrätt. På så vis prövar också högsta domstolen misstänkta brott begångna av domare i hovrätt. I denna sin funktion är det också viktigt att högsta domstolen granskas i sin ämbetsutövning, så att den håller sig inom lagens riktlinjer.)

## Historia
Montesquieu hämtade inspiration till sin teori från tvåkammarsystemet i Storbritanniens parlament, som har medeltida rötter, där överhuset än idag i sista hand fungerar som högsta domstol. Tvåkammarsystemet syftar också till att kamrarna skall balansera och kontrollera varandra, för att förhindra förhastade och lagstridiga beslut.
Genom franska revolutionen infördes en rad olika modeller utifrån Montesquieus maktdelningslära i de olika konstitutioner som sedan infördes i Frankrike och därefter också på andra håll (USA införde dock sin nu gällande konstitution två år före franska revolutionen, 1787). De olika konstitutionsmodellerna innehöll bland annat olika slags tvåkammarsystem och riksrättsinstitut. I Norge och USA finns fortfarande gällande system inspirerade av Montesquieu (se längre ned om hur deras riksrättsinstitut fungerar). Särskilt Norges författning (Eidsvollförfattningen) liknar den första franska grundlagen efter revolutionen 1789. Också i 1809 års svenska regeringsform finns liknande idéer om maktdelning.

## Olika länder

### Danmark
Till Danmarks riksrätt, rigsretten, hör mål mot regeringsledamöter (”mod ministrene anlagte sager”) om olaga förfaranden i ämbetet enligt 1953 års grundlag.
Rigsretten består av 30 ledamöter; 15 ledamöter från højesteret (Danmarks högsta domstol); och 15 medlemmar utsedda av folketinget för en period på sex år. Folketingsmedlemmar är dock inte valbara och får alltså inte väljas till riksrättsledamöter. Dessa regler har gällt sedan 1953 års grundlag trädde i kraft.
”Kungen” eller folketinget beslutar om en minister skall ställas inför riksrätt eller ej.
Även andra än ministrarna kan åtalas för statsvådliga förbrytelser (”særdeles farlige for staten”), om ”kungen” finner det lämpligt och folketinget ger sitt samtycke. Med begreppet kungen menas här i praktiken regeringen, kungen utövar vanligtvis sin myndighet ”gennem ministrene” (genom ministrarna).
Innan grundlagsreformen 1953 valdes de icke-højesteret-tillhöriga ledamöterna av och ur det dåvarande överhuset, landstinget, som avskaffades i och med reformen.
Sedan rigsretten inrättades vid den stora grundlagsreformen 1848 har folketinget ställt in alles fem personer inför riksrätt. Det senaste åtalet väcktes 1995 mot den tidigare justitieministern Erik Ninn-Hansen, som blev den andra personen i Danmarks historia som fällts av rätten. Rigsretten hade vid denna tidpunkt inte varit i bruk sedan 1910.

### Filippinerna
Processen i Filippinerna för att åtala någon liknar den i USA. Landets underhus är det enda organ som har makten att åtala presidenten, vice presidenten, högsta domstolens medlemmar, ombudsmannen samt medlemmar av konstitutionella kommissioner. En tredjedel av ledamöter i underhuset krävs för att åtala någon. Senaten (överhuset) är det organ som vid riksrätt fungerar som domstol. Två tredjedelar av senatorerna krävs att döma någon. Om en omröstning att åtala en ämbetsman misslyckas i underhuset eller om senaten friar hen får inga nya fall mot ämbetsmannen inledas inom ett år.
I grundlagsartikel elva, sektion fyra från 1987 står det: "The President, the Vice-President, the Members of the Supreme Court, the Members of the Constitutional Commissions, and the Ombudsman may be removed from office, on impeachment for, and conviction of, culpable violation of the Constitution, treason, bribery, graft and corruption, other high crimes, or betrayal of public trust.", d.v.s. presidenten, vicepresidenten, högsta domstolens medlemmar, medlemmar av konstitutionella kommissioner och ombudsmannen får avsätts från sina positioner om de i riksrätt fälls för brott mot grundslagen, förräderi, mutor, korruption, andra höga brott eller svek mot det offentliga förtroende.
Joseph Estrada blev som första presidenten åtalad av underhuset den 13 november 2000. Rättegången blev kort eftersom Estrada avsättes under den andra EDSA-revolutionen den 20 januari 2001. Ombudsmannen Merceditas Gutierrez åtalades den 22 mars 2011, men hon avgick kort efteråt, varför det inte blev någon rättegång. Den 12 december 2011 åtalades chefsdomare Renato Corona. Rättegången mot Corona började den januari 2012 och den 29 maj 2012 beslutade senaten att avsätta honom.

### Finland
Riksrätten omorganiserades i och med att Finland år 2000 fick en ny grundlag Finlands grundlag, som ersatte den gamla 1919 års regeringsform. Rättens medlemmar utgörs sedan dess (enligt Finlands grundlag 101 §) av de högsta domstolarnas ordförande, de tre äldsta hovrättspresidenterna, samt fem ledamöter valda på fyra år av Finlands riksdag. Som åklagare verkar då riksåklagaren, justitiekanslern eller justitieombudsmannen. Beslut om åtal fattas av riksdagen efter att grundlagsutskottet fattat ett preliminärt ställningstagande. Det krävs endast en enkel majoritet i riksdagen för att åtalsbeslut ska fattas (utom vid åtal mot landets president, då tre fjärdedelar av de avgivna rösterna krävs för åtal).
Till den finska riksrätten hör numera mål mot republikens president sedan Finlands grundlag infördes. Innan dess kunde han åtalas inför högsta domstolen. Idag (liksom tidigare) kan presidenten åtalas för landsförräderi och högförräderi; nu finns också ett nytt ytterligare rekvisit, brott mot mänskligheten. I andra fall får åtal inte väckas mot presidenten med anledning av en ämbetsåtgärd.
Andra mål som hör till rätten är idag liksom tidigare åtal mot medlemmar av statsrådet, de högsta domstolarna, justitieombudsmannen eller justitiekanslern i fall av ”lagstridigt förfarande i ämbetsutövning”.
Rätten har endast varit i bruk fyra gånger sedan den inrättades 1922. Samtliga åtal som behandlats har varit åtal mot medlemmar av statsrådet (ministrar).
- År 1933 ogillade riksrätten åtalet mot den biträdande jordbruksministern Juho Niukkanen.
- År 1953 åtal mot fyra statsråd (två dömdes till böter och betala skadestånd till staten och de två andra friades).
- År 1961 åtal mot tre statsråd (två dömdes till böter, den tredje friades, barnmorskeinstitutsaffären).
- År 1993 dömdes den dåvarande handels- och industriministern Kauko Juhantalo till ett års fängelse för mutbrott. Straffet var villkorligt.

### Frankrike
I Frankrike kan presidenten åtalas för högförräderi (däremot inte för andra brott) inför en särskild domstol (La Haute Cour de justice), utsedd till lika delar av parlamentets båda kamrar, nationalförsamlingen och senaten för samma tid som respektive kammare är vald. Åtal för brott i tjänsten och andra allvarliga brott som ministrar misstänks för behandlas i en domstol som inrättades 1993 under namnet La Cour de justice de la République (CJR). Domstolen består av 18 jurister och 12 parlamentariker.

### Island
Islands exstatsminister Geir Haarde riskerade två års fängelse när han 2012 ställdes inför riksrätt för bankkraschen några år tidigare. Domstolen valde att fälla Haarde för underlåtenhet att informera regeringen på ett korrekt sätt under finanskrisen 2008, men något straff dömdes inte ut för detta. Haarde friades från övriga 3 åtalspunkter.

### Japan

Konstitutionen i Japan

I Japan finns också en domstol som i engelsk översättning kallas Court of Impeachment, det vill säga en sorts riksrätt. Den sätts samman på samma sätt som i Frankrike. Domarna i domstolen utses av parlamentets båda kamrar till lika delar.

### Norge
Till Norges riksrätt (riksrett) hör att ta upp mål mot medlemmar av regeringen, stortinget och høyesterett (högsta domstolen). Det sker efter odelstingets förordnande (det vill säga beslut om åtal av odelstinget)
Riksretten består av 21 ledamöter, 14 från lagtinget och 7 från høyesteret (lagtinget utgör en fjärdedel av stortingets ledamöter). Rätten sammanträder under ordförandeskap av lagtingets president.
Enligt paragrafen 87 i grundlagen utlottas ledamöterna i domstolen på så sätt att åklagaren, det vill säga odelstinget, utlottar hälften av de 21 ledamöterna, medan den åtalades försvar (advokat) utlottar den andra halvan. Endast permanenta ledamöter i høyesteretten och i lagtinget får ingå i domstolen. Den åtalades försvar har dessutom rätten att utlotta den sista, den 21:a medlemmen av rätten. – Detta fungerar alltså i viss mån som ett jurysystem.
Riksretten inrättades efter svensk förebild 1814 och dess reglemente trädde i kraft 18 september 1815. Domstolen blev av med ett flertal av sina funktioner efter riksrättsförfarandet 1884, som hade en rent politisk karaktär och som utgjorde grundvalen för etablerandet av ett parlamentariskt styrelseskick i Norge.
Domstolen har använts åtta gånger sedan 1814. Den har förblivit passiv sedan 1927, då statsminister Abraham Berge och sex av hans statsråd åtalades vid riksretten och friades.

### Ryssland
De båda kamrarna i parlamentet, Statsduman och Federationsrådet kan genom beslut med två tredjedels majoritet i båda kamrarna, avskeda presidenten. I samband med det kan kamrarna med samma majoritet, besluta upplösa den immunitet mot brottsåtal som presidenten har.

### Sverige
Riksrätten upprättades redan i och med 1772 års regeringsform, som infördes efter Gustav III:s statskupp. Denna rätt inrättades för brott begångna i ämbetet av statsråd och högt uppsatta domare. Gustav III var lite inspirerad av franska upplysningsfilosofer som Montesquieu med flera (sedan han under sin kronprinstid vistats i Frankrike), vilket i praktiken ledde till att han fungerade som en upplyst despot. Författningen gick dock inte tillräckligt långt i maktdelningshänseende, praktiskt taget all makt låg hos konungen, bland annat hade riksrätten som ledamot kronprinsen. Riksrätten skulle ”sedan ransakningen gjord är, at afkunna domen för öpna dörar, och äger ingen sedan then at ändra och ännu mindre at then skärpa; Kongl. Maj:t obetagit att göra Nåd.”
Enligt 1809 års regeringsform skulle åtal av statsråd och regeringsråd ställas inför en riksrätt. Riksrättens ordförande var hovrättspresidenten i Svea hovrätt, medan övriga ledamöter utgjordes av presidenterna vid rikets kollegier, de fyra äldsta justitieråden, den högste befälhavaren vid Stockholms garnison, den högste närvarande befälhavaren vid Stockholms örlogsbas, de två äldsta hovrättsråden i Svea hovrätt och de äldsta ledamöterna i varje kollegium (vissa statliga ämbetsverk). Vid åtal av justitieråd var de fyra äldsta justitieråden utbytta mot de fyra äldsta regeringsråden. Riksrättens domar kunde inte överklagas.
Anställandet av åtal mot statsråd beslutades av konstitutionsutskottet. Justitieombudsmannen var den som utförde åtalet i rätten. Justitiekanslern ägde en åtalande funktion när det gällde högsta domstolens ledamöter (justitieråden).
Det fanns också en särskild ansvarighetslag för statsråd som stiftades år 1810 enligt en regel i 1809 års regeringsform.
Riksrätten användes endast fem gånger sedan dess inrättande och avskaffades slutligen i och med 1974 års regeringsform, efter att inte ha varit i bruk sedan 1854. Visserligen åtalades dåvarande inrikesminister Gunnar Hedlund år 1952 för skattebrott (för att inte tagit med en uppgift i sin inkomstdeklaration), men det ansågs inte som ett brott i tjänsten enligt ansvarighetslagen av år 1810. Fallet avgjordes slutligen av högsta domstolen 1953 (fällande dom).
Riksrättens uppgifter övertogs 1975 av högsta domstolen när 1974 års regeringsform trädde i kraft.

#### Högsta domstolens funktion som riksrätt idag
Nuförtiden existerar inte någon direkt riksrätt i Sverige. Däremot prövar Högsta domstolen, enligt 3 kap. 3 § rättegångsbalken, åtal av brott i utövningen av tjänsten eller uppdraget som begåtts av statsråd, justitieråd (Högsta domstolens och Högsta förvaltningsdomstolens ledamöter), riksdagens ombudsmän, justitiekanslern, riksåklagaren, domare eller generaladvokat i Europeiska gemenskapernas domstol, domare i tribunalen eller den som utövar något av dessa ämbeten eller av hovrättsdomare eller revisionssekreterare.
När det gäller åtal mot justitieråd respektive mot statsråd finns det särskilda bestämmelser om detta i regeringsformen, i 11 kap. 8 § respektive 13 kap. 3 §.
Ordinarie domare i domstol i första instans prövas av hovrätt om åtalet gäller brott i utövningen av tjänsten (se närmare om det i 2 kapitlet 2 § rättegångsbalken). Högsta domstolen utgör därför ett privilegierat forum för dessa ämbetsmän. Detta kallas forum privilegiatum på latin.

### Tyskland
I Tyskland kan exempelvis förbundspresidenten åtalas för brott inför förbundsförfattningsdomstolen (Bundesverfassungsgericht) som består av domare valda till lika delar av parlamentets kamrar (förbundsdagen och förbundsrådet). Det finns inga restriktioner för åtal mot förbundspresidenten, utan alla brott hen misstänks för är åtalbara.

### USA

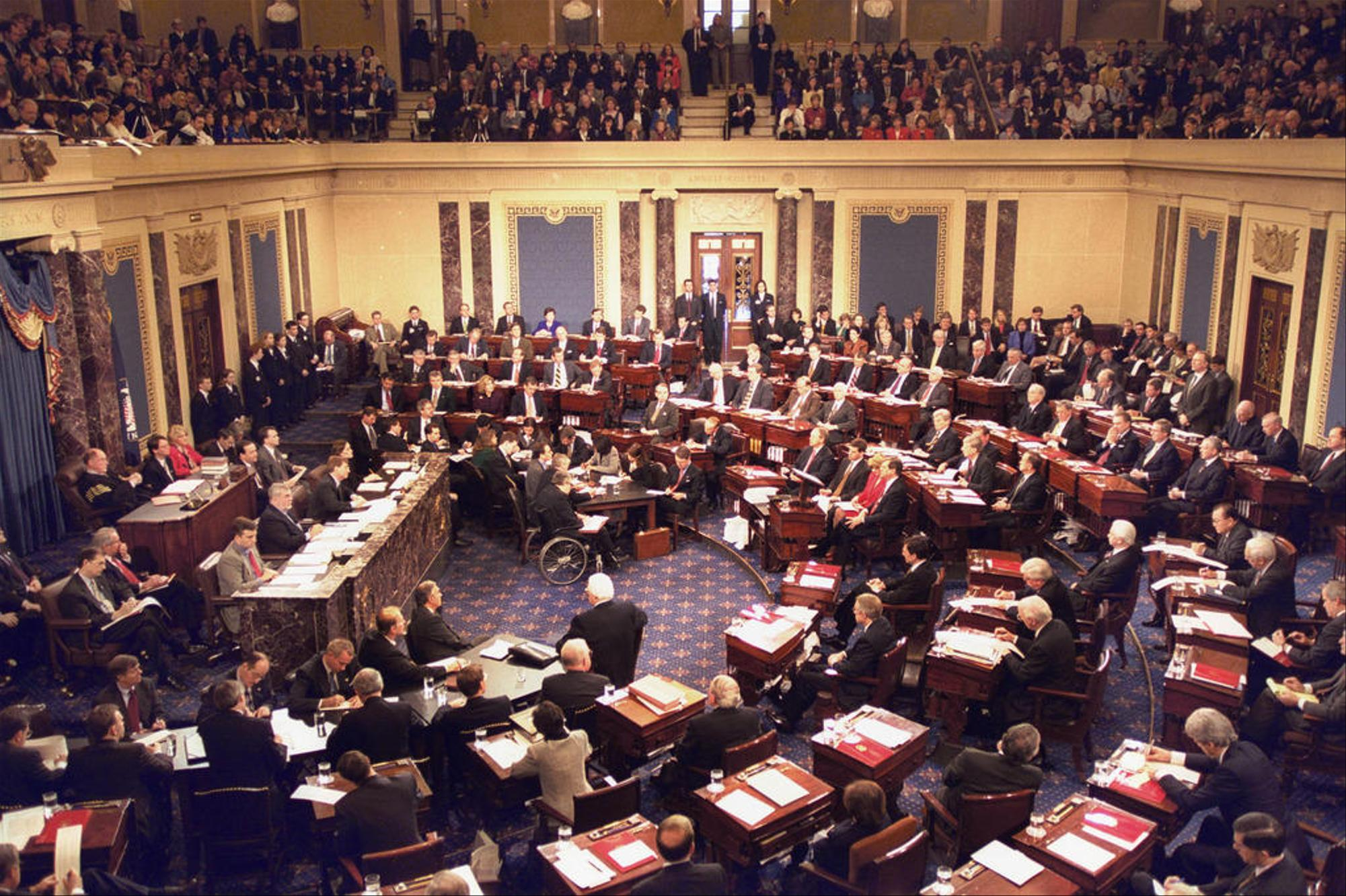
Riksrättsförfarandet emot president Bill Clinton år 1999. Högsta domstolens chefsdomare William H. Rehnquist leder förhandlingarna.

Enligt USA:s konstitution har representanthuset rätt att åtala (impeach) alla federala befattningshavare, ämbetsmän och tjänstemän (inklusive högsta domstolens ledamöter) inför senaten, som i sådana fall fungerar som domstol. Åtalet vid sådant förfarandet kallas alltså impeachment. När presidentens eller vicepresidentens ansvar prövas är chefsdomaren i högsta domstolen ordförande i denna domstol. Avsikten med sådan riksrätt, utöver brottsåtalet, är oftast avsättning.
Åtalbarheten är en tolkningsfråga enligt konstitutionens andra artikels fjärde sektion, som lyder: ”The President, Vice President and all civil officers of the United States, shall be removed from office on impeachment for, and conviction of, treason, bribery, or other high crimes and misdemeanors”. Det vill säga både allvarliga brott bland annat förräderi och mutor, men även förseelser (misdemeanors) är åtalbara. Svårigheten i tolkningen ligger i ordet förseelser.
För att döma någon i riksrätt i senaten krävs två tredjedelar av de församlade närvarande senatorerna röstar för domen, det vill säga: USA tillhör de länder som har ett system med kvalificerad majoritet för beslut i dessa frågor. Genom domen kan den åtalade endast dömas att avsättas från sitt ämbete; böter får till exempel ej ådömas. Efter dom i senaten kan dock åtal i vanlig ordning inför vanlig domstol genomföras.
Det att alla befattningshavare som är anställda i federal tjänst kan kallas till kongressen för förhör under ed har stor betydelse för kongressens kontrollmakt. De som begår mened eller inte åtlyder kallelsen kan ställas till svars inför domstol (dock inte riksrätt i sådana fall) av särskild åklagare anställd av kongressen.
Tre presidenter har ställts inför riksrätt i kongressen. Den förste var Andrew Johnson, som 1868 anklagades för att överskridit sina befogenheter. Den andra var Bill Clinton, som 1998 anklagades för att ha ljugit för kongressens utskott på frågan om huruvida han legat med en namngiven kvinna. Den tredje var Donald Trump, som 2019 anklagades för maktmissbruk och för att ha förhindrat kongressens arbete. Johnson, Clinton och Trump friades av senaten, då det inte fanns två tredjedels majoritet för en fällande dom.  I januari 2021 inleddes en andra riksrätt mot Donald Trump. Därmed är han den förste amerikanske president som ställts inför riksrätt två gånger.  Han friades också vid det andra åtalet, med stöd av de flesta republikaner men ingen demokrat.
Richard Nixon hade kunnat ställas inför riksrätt 1974 för medverkan i spioneri och avlyssning mot motståndarpartiet och mörkläggning och lögn under utredningen av det. Han avgick frivilligt innan representanthuset hann rösta om åtalet, vilket ledde till att de pågående förberedelserna för riksrätt avbröts.